# Chocolate belga

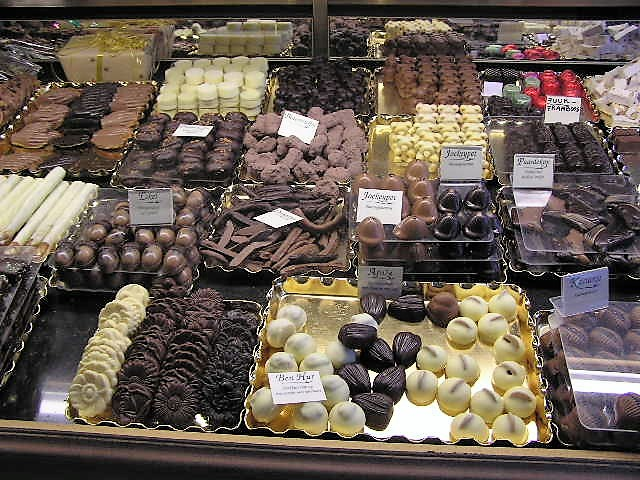
Algumas variedades de pralinês em uma chocolateria em Antuérpia.

Chocolate belga é um chocolate produzido na Bélgica. Enquanto sementes de cacau e outros ingredientes, como açúcar podem ser originais de outros lugares que não a Bélgica, para que seja considerado como tal, deverá ser produzido no país. O chocolate belga é conhecido internacionalmente e data por volta do século XVII. Também integra uma importante parte da economia e cultura belga.

## História

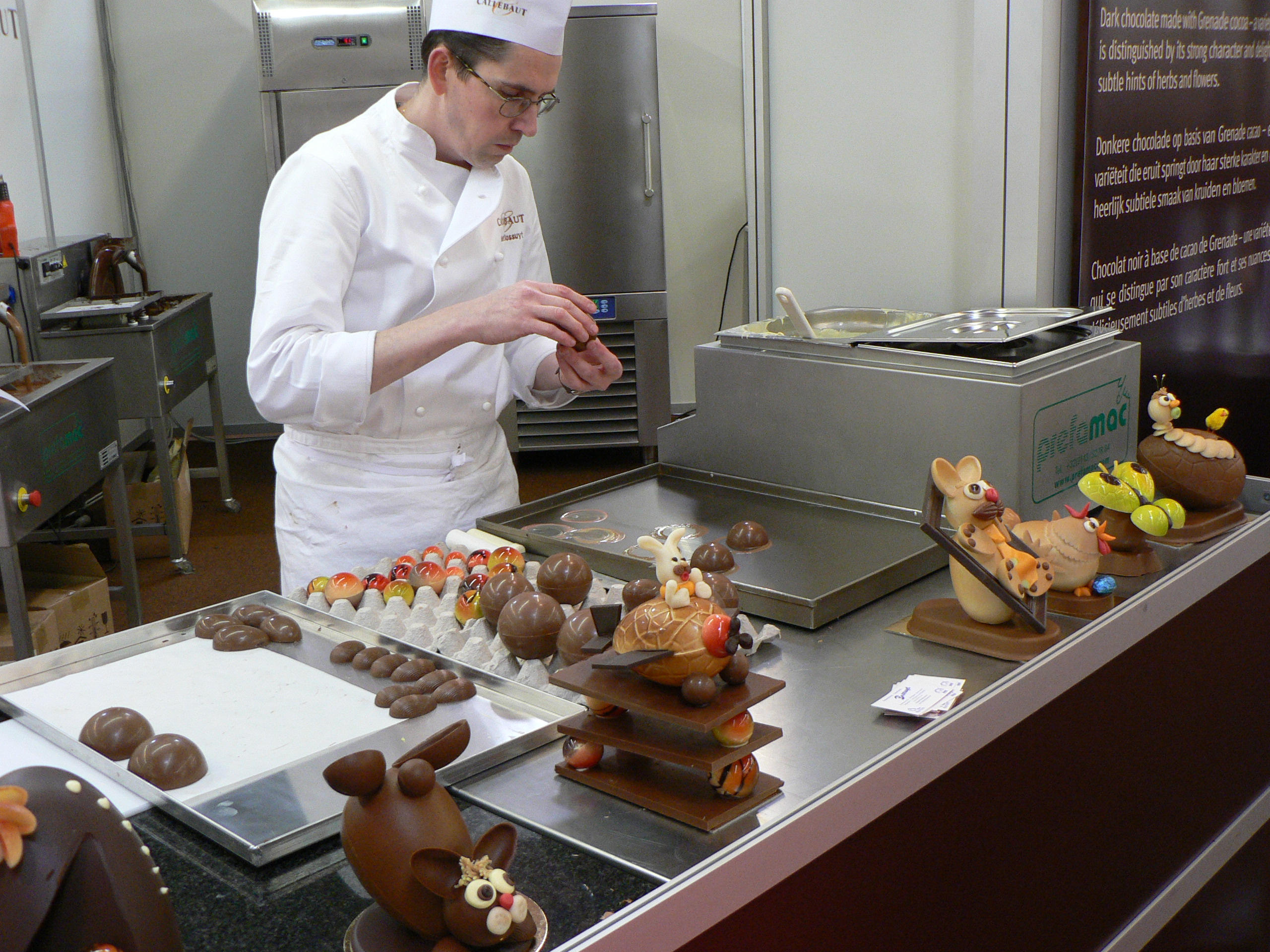
Um chocolatier produzindo ovos de páscoa em Bruges

A associação da Bélgica com o chocolate data desde 1635 quando o país estava sob ocupação espanhola logo após o chocolate ter sido trazido para a Europa da Mesoamérica. Por volta de meados do século XVIII, o chocolate se tornou extremamente popular na classe alta e média, particularmente na forma de chocolate quente. Entre eles estava Carlos Alexandre de Lorena, um governador de território austríaco.. No início do século XX, o país foi capaz de importar grandes quantidades de cacau de sua colônia africana, o Congo Belga. O pralinê é uma invenção de uma fábrica de chocolates belga.

## Produção
A composição do chocolate belga é regulamentada em lei desde 1884. Com a intenção de prevenir adulteração do chocolate com gorduras de baixa qualidade de outras fontes, foi imposto a quantidade mínima de 35% de cacau puro. A aderência às técnicas de manufatura tradicionais também servem para aumentar a qualidade do chocolate. Em particular, gorduras artificiais, baseadas em vegetais ou aquelas com base em óleo de côco, que aumentam o ponto de derretimento são banidas de produtos que indicam ser "chocolates belga". Muitas firmas produzem chocolates artesanalmente, o que é laboral e explica a prevalência de pequenos outlets independentes de chocolates, bastante populares entre os turistas. Companhias de chocolate famosas seguem estritamente suas receitas tradicionais (e por muitas vezes secretas).

## Variedades

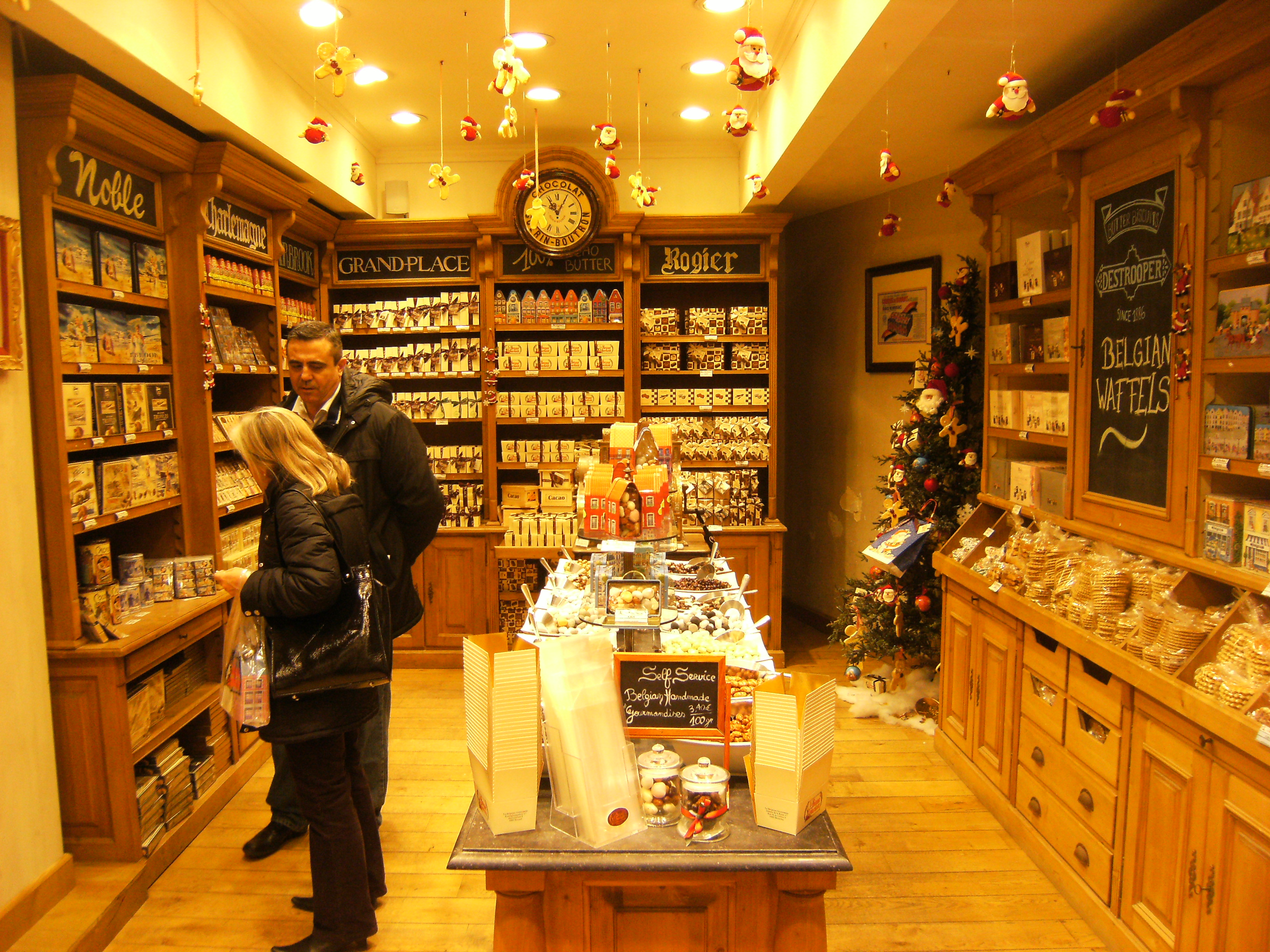
Uma chocolateria com grande variedade de chocolates em Bruxelas 2008.

### Pralinês
Pralinês feitos na bélgica são normalmente centradas em confecções de caixas com chocolates macios. Eles se distinguem pela castanha e os doces de açúcar populares na França e nos Estados Unidos que, por vezes, são chamados pelo mesmo nome.
Foram introduzidos pela primeira vez por Jean Neuhaus II em 1912.